# بترا شاورمان
بيترا سخورمان (بالهولندية: Petra Schuurman) هي لاعبة شطرنج هولندية، ولدت في 9 يونيو 1968.

## وصلات خارجية
- بترا شاورمان على موقع الاتحاد الدولي للشطرنج (الإنجليزية)
- بترا شاورمان على موقع مباريات الشطرنج (الإنجليزية)
- بترا شاورمان على موقع 365Chess.com (الإنجليزية)
- بترا شاورمان على موقع Chesstempo.com (الإنجليزية)
- بترا شاورمان سجل أولمبياد الشطرنج للسيدات على موقع OlimpBase.org (الإنجليزية)